# NBA Finals Most Valuable Player Award
Bill Russell NBA Finals Most Valuable Player är ett pris som instiftades 1969 och ges ut i den amerikanska basketligan NBA. Priset ges ut till den spelare som anses vara värdefullast under slutspelet. Prisets namn ändrades 2009 för att hedra den 11-faldiga NBA-segraren Bill Russell. Michael Jordan har tilldelats priset flest gånger (sex gånger).

## Vinnare

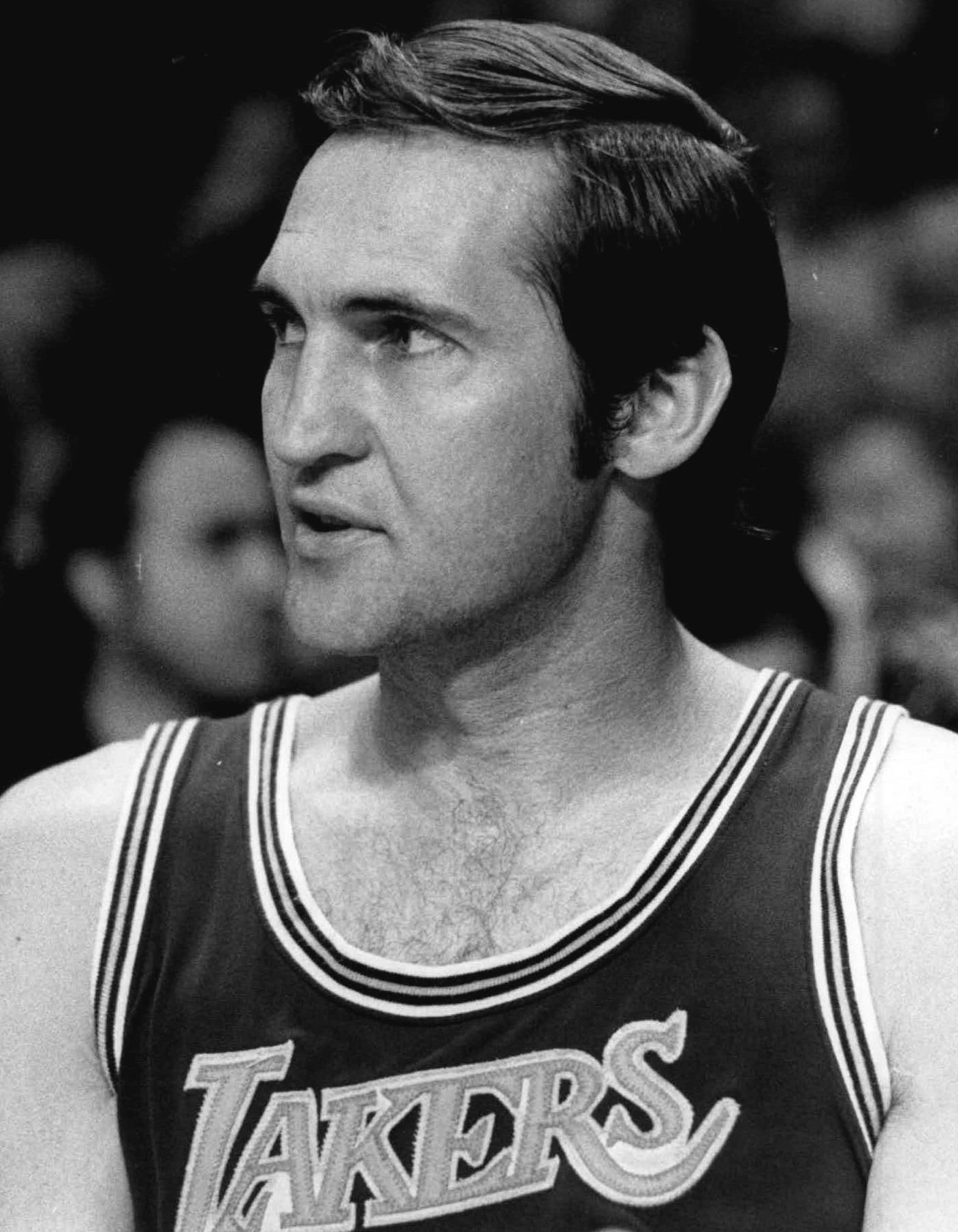
Jerry West var den första vinnaren av priset. Han är hittills den enda spelaren som vunnit priset och samtidigt ingått i det förlorande laget.

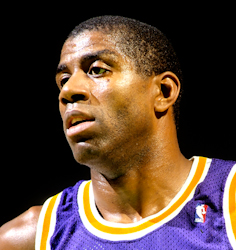
Earvin "Magic" Johnson är den enda spelaren som vunnit priset som ligadebutant (rookie).

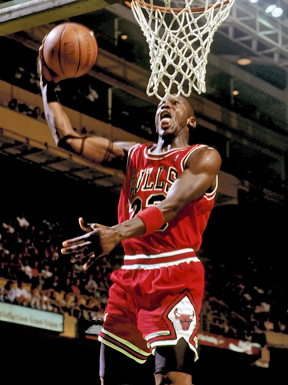
Michael Jordan har vunnit priset flest gånger, sex totalt.

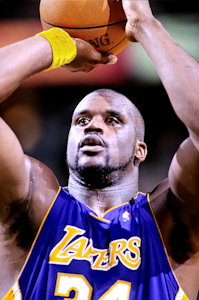
Shaquille O'Neal är den enda spelaren utom Michael Jordan som vunnit priset tre år i rad.

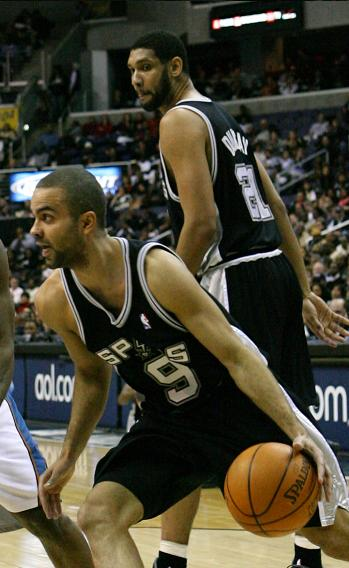
Tony Parker var den första spelaren från Europa som vann priset.

| År   | Spelare                 | Position       | Nationalitet | Lag                       |
| ---- | ----------------------- | -------------- | ------------ | ------------------------- |
| 1969 | Jerry West              | Guard          | USA          | Los Angeles Lakers        |
| 1970 | Willis Reed             | Center/Forward | USA          | New York Knicks           |
| 1971 | Lew Alcindor            | Center         | USA          | Milwaukee Bucks           |
| 1972 | Wilt Chamberlain        | Center         | USA          | Los Angeles Lakers (2)    |
| 1973 | Willis Reed (2)         | Center/Forward | USA          | New York Knicks (2)       |
| 1974 | John Havlicek           | Forward/Guard  | USA          | Boston Celtics            |
| 1975 | Rick Barry              | Forward        | USA          | Golden State Warriors     |
| 1976 | Jo Jo White             | Guard          | USA          | Boston Celtics (2)        |
| 1977 | Bill Walton             | Center         | USA          | Portland Trail Blazers    |
| 1978 | Wes Unseld              | Center/Forward | USA          | Washington Bullets        |
| 1979 | Dennis Johnson          | Guard          | USA          | Seattle SuperSonics       |
| 1980 | Magic Johnson           | Guard          | USA          | Los Angeles Lakers (3)    |
| 1981 | Cedric Maxwell          | Forward        | USA          | Boston Celtics (3)        |
| 1982 | Magic Johnson (2)       | Guard          | USA          | Los Angeles Lakers (4)    |
| 1983 | Moses Malone            | Center         | USA          | Philadelphia 76ers        |
| 1984 | Larry Bird              | Forward        | USA          | Boston Celtics (4)        |
| 1985 | Kareem Abdul-Jabbar (2) | Center         | USA          | Los Angeles Lakers (5)    |
| 1986 | Larry Bird (2)          | Forward        | USA          | Boston Celtics (5)        |
| 1987 | Magic Johnson (3)       | Guard          | USA          | Los Angeles Lakers (6)    |
| 1988 | James Worthy            | Forward        | USA          | Los Angeles Lakers (7)    |
| 1989 | Joe Dumars              | Guard          | USA          | Detroit Pistons           |
| 1990 | Isiah Thomas            | Guard          | USA          | Detroit Pistons (2)       |
| 1991 | Michael Jordan          | Guard          | USA          | Chicago Bulls             |
| 1992 | Michael Jordan (2)      | Guard          | USA          | Chicago Bulls (2)         |
| 1993 | Michael Jordan (3)      | Guard          | USA          | Chicago Bulls (3)         |
| 1994 | Hakeem Olajuwon         | Center         | Nigeria      | Houston Rockets           |
| 1995 | Hakeem Olajuwon (2)     | Center         | Nigeria      | Houston Rockets (2)       |
| 1996 | Michael Jordan (4)      | Guard          | USA          | Chicago Bulls (4)         |
| 1997 | Michael Jordan (5)      | Guard          | USA          | Chicago Bulls (5)         |
| 1998 | Michael Jordan (6)      | Guard          | USA          | Chicago Bulls (6)         |
| 1999 | Tim Duncan              | Forward/Center | USA          | San Antonio Spurs         |
| 2000 | Shaquille O'Neal        | Center         | USA          | Los Angeles Lakers (8)    |
| 2001 | Shaquille O'Neal (2)    | Center         | USA          | Los Angeles Lakers (9)    |
| 2002 | Shaquille O'Neal (3)    | Center         | USA          | Los Angeles Lakers (10)   |
| 2003 | Tim Duncan (2)          | Forward/Center | USA          | San Antonio Spurs (2)     |
| 2004 | Chauncey Billups        | Guard          | USA          | Detroit Pistons (3)       |
| 2005 | Tim Duncan (3)          | Forward/Center | USA          | San Antonio Spurs (3)     |
| 2006 | Dwyane Wade             | Guard          | USA          | Miami Heat                |
| 2007 | Tony Parker             | Guard          | Frankrike    | San Antonio Spurs (4)     |
| 2008 | Paul Pierce             | Forward        | USA          | Boston Celtics (6)        |
| 2009 | Kobe Bryant             | Guard          | USA          | Los Angeles Lakers (11)   |
| 2010 | Kobe Bryant (2)         | Guard          | USA          | Los Angeles Lakers (12)   |
| 2011 | Dirk Nowitzki           | Forward        | Tyskland     | Dallas Mavericks          |
| 2012 | LeBron James            | Forward        | USA          | Miami Heat (2)            |
| 2013 | LeBron James (2)        | Forward        | USA          | Miami Heat (3)            |
| 2014 | Kawhi Leonard           | Forward        | USA          | San Antonio Spurs (5)     |
| 2015 | Andre Iguodala          | Forward/Guard  | USA          | Golden State Warriors (2) |
| 2016 | LeBron James (3)        | Forward        | USA          | Cleveland Cavaliers       |
| 2017 | Kevin Durant            | Forward        | USA          | Golden State Warriors (3) |
| 2018 | Kevin Durant (2)        | Forward        | USA          | Golden State Warriors (4) |
| 2019 | Kawhi Leonard (2)       | Forward        | USA          | Toronto Raptors           |
| 2020 | LeBron James (4)        | Forward        | USA          | Los Angeles Lakers (13)   |
| 2021 | Giannis Antetokounmpo   | Forward        | Grekland     | Milwaukee Bucks (2)       |
| 2022 | Stephen Curry           | Guard          | USA          | Golden State Warriors (5) |
| 2023 | Nikola Jokić            | Center         | Serbien      | Denver Nuggets            |
| 2024 | Jaylen Brown            | Forward/guard  | USA          | Boston Celtics (7)        |